# Final da Copa da Liga Francesa de 2016–17
A Final da Copa da Liga Francesa de 2016–17 foi a 23ª final desta competição, realizada anualmente pela LFP. Foi disputada no Parc Olympique Lyonnais, em Décines-Charpieu, no dia 1 de abril de 2017. 
A partida bateu o recorde de público do Parc Olympique Lyonnais em um jogo de futebol, com 57.841 espectadores.

## Caminhos até a final
| Monaco  | Monaco        | Copa da Liga Francesa de 2016–17 | Paris Saint-Germain | Paris Saint-Germain |
| Time    | Resultado     | Copa da Liga Francesa de 2016–17 | Time                | Resultado           |
| ------- | ------------- | -------------------------------- | ------------------- | ------------------- |
| Rennes  | 7–0           | Oitavas de final                 | Lille               | 3–1                 |
| Sochaux | 1–1 (4–3 pen) | Quartas de final                 | Metz                | 2–0                 |
| Nancy   | 1–0           | Semifinais                       | Bordeaux            | 4–1                 |

## Partida
| 1 de abril de 2017 | Monaco    | 1 – 4     | Paris Saint-Germain                         | Parc Olympique Lyonnais, Décines-Charpieu    |
| 21:00              | Lemar 27' | Relatório | Draxler 4' · Di María 44' · Cavani 54', 90' | Público: 57 841 Árbitro: FRA Frank Schneider |

| Monaco | PSG |

| MONACO:         |    |                  |     |       |
|                 |    |                  |     |       |
| G               | 1  | Danijel Subašić  |     |       |
| LD              | 19 | Djibril Sidibé   |     | 90+3' |
| Z               | 5  | Jemerson         |     |       |
| Z               | 25 | Kamil Glik       |     |       |
| LE              | 23 | Benjamin Mendy   | 62' |       |
| M               | 8  | João Moutinho    |     |       |
| M               | 14 | Tiemoué Bakayoko |     |       |
| A               | 10 | Bernardo Silva   |     |       |
| A               | 27 | Thomas Lemar     |     | 77'   |
| A               | 18 | Valère Germain   |     | 62'   |
| A               | 29 | Kylian Mbappé    |     |       |
| Substituições:  |    |                  |     |       |
| A               | 7  | Nabil Dirar      |     | 62'   |
| A               | 37 | Irvin Cardona    |     | 77'   |
| LD              | 38 | Almamy Touré     |     | 90+3' |
| Treinador:      |    |                  |     |       |
| Leonardo Jardim |    |                  |     |       |

| PARIS SAINT-GERMAIN: |    |                  |     |     |
|                      |    |                  |     |     |
| G                    | 1  | Kevin Trapp      | 66' |     |
| LD                   | 19 | Serge Aurier     |     |     |
| Z                    | 2  | Thiago Silva     |     |     |
| Z                    | 3  | Presnel Kimpembe |     |     |
| LE                   | 20 | Layvin Kurzawa   | 56' |     |
| V                    | 8  | Thiago Motta     |     | 86' |
| M                    | 6  | Marco Verratti   |     | 81' |
| M                    | 25 | Adrien Rabiot    |     |     |
| A                    | 11 | Ángel Di María   |     |     |
| A                    | 9  | Edinson Cavani   |     |     |
| A                    | 23 | Julian Draxler   |     | 55' |
| Substituições:       |    |                  |     |     |
| M                    | 10 | Javier Pastore   |     | 55' |
| V                    | 14 | Blaise Matuidi   |     | 81' |
| A                    | 7  | Lucas            |     | 86' |
| Treinador:           |    |                  |     |     |
| Unai Emery           |    |                  |     |     |

| Homem do jogo: Ángel Di María (Paris Saint-Germain) Bandeirinhas: FRA Djemel Zitouni FRA Nicolas Henninot Quarto árbitro: FRA François Letexier |

## Premiação
| Copa da Liga Francesa de 2016–17        |
| França                                  |
| --------------------------------------- |
| PARIS SAINT-GERMAIN Campeão (7º título) |